# Julián Eseiza
Julián Eseiza (San Vicente, 16 febbraio 2002) è un calciatore argentino, attaccante del Nueva Chicago in prestito dal Godoy Cruz.

## Carriera
Cresciuto nel settore giovanile del Banfield, debutta in prima squadra il 6 aprile 2021 in occasione dell'incontro di Coppa di Lega pareggiato 2-2 contro l'Estudiantes (LP). Cinque giorni più tardi realizza la sua prima rete nel match perso 3-1 contro il Rosario Central.

## Statistiche

### Presenze e reti nei club
Statistiche aggiornate al 14 dicembre 2021.
| Stagione        | Squadra         | Campionato      | Campionato | Campionato | Coppe nazionali | Coppe nazionali | Coppe nazionali | Coppe continentali | Coppe continentali | Coppe continentali | Altre coppe | Altre coppe | Altre coppe | Totale | Totale |
| Stagione        | Squadra         | Comp            | Pres       | Reti       | Comp            | Pres            | Reti            | Comp               | Pres               | Reti               | Comp        | Pres        | Reti        | Pres   | Reti   |
| --------------- | --------------- | --------------- | ---------- | ---------- | --------------- | --------------- | --------------- | ------------------ | ------------------ | ------------------ | ----------- | ----------- | ----------- | ------ | ------ |
| 2021            | Banfield        | PD              | 4          | 0          | CA+CdL          | 1+4             | 0+1             |                    | -                  | -                  |             | -           | -           | 9      | 1      |
| Totale carriera | Totale carriera | Totale carriera | 4          | 0          |                 | 5               | 1               |                    | -                  | -                  |             | -           | -           | 9      | 1      |